# Heilly
Heilly ist eine französische Gemeinde mit 440 Einwohnern (Stand 1. Januar 2022) im Département Somme in der Region Hauts-de-France. Sie gehört zum Arrondissement Amiens und zum Kanton Corbie.

## Bevölkerungsentwicklung
| Jahr      | 1962 | 1968 | 1975 | 1982 | 1990 | 1999 | 2007 |
| Einwohner | 325  | 346  | 343  | 353  | 391  | 399  | 407  |

## Sehenswürdigkeiten
- Kirche Saint-Pierre

## Persönlichkeiten
- Anne de Pisseleu d’Heilly (um 1508–1580), aufgewachsen und verstorben in Heilly
- Charles Fournier, Pfarrer in Heilly 1757–1791, Deputierter bei den Generalständen von 1789
- Jean-Louis Baudelocque (1745–1810), Arzt, Geburtshelfer, lehrte an der École de médecine in Paris, geboren in Heilly
- Louis-Charles Deneux (1767–1846), Arzt, Geburtshelfer und Gynäkologe, lehrte an der École de médecine de Paris, Vetter Baudelocques, geboren in Heilly